# 빌리 길버트

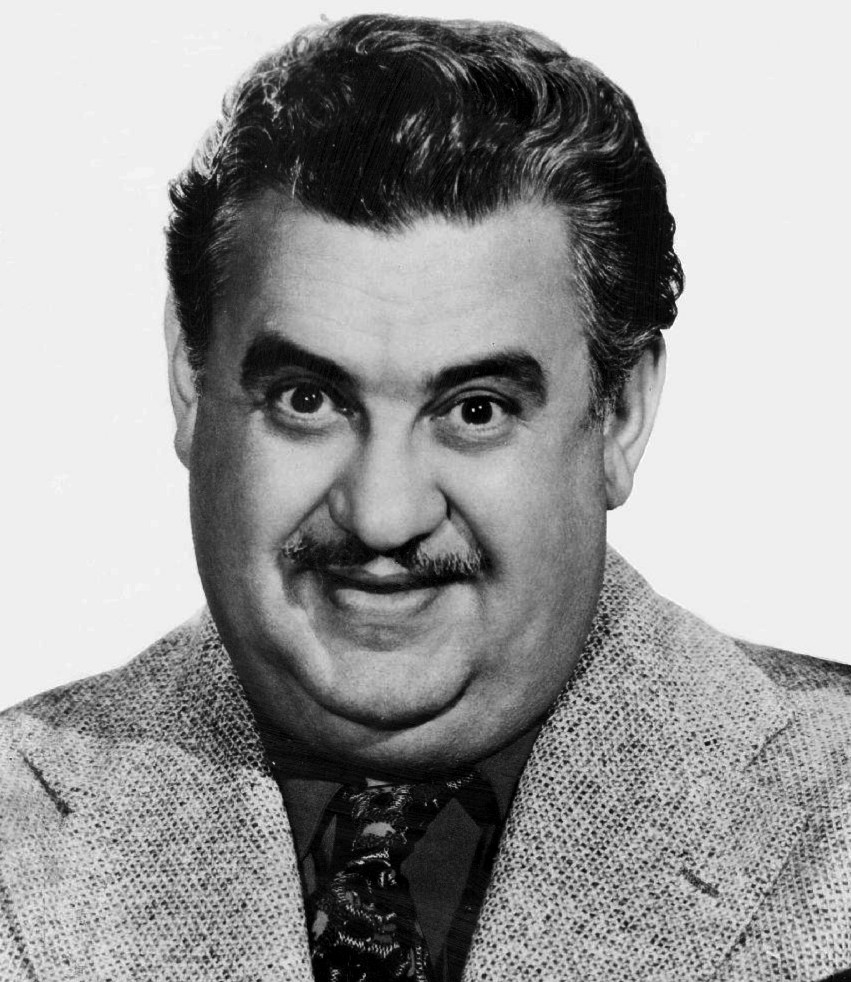

빌리 길버트(Billy Gilbert, 1894년 9월 12일 ~ 1971년 9월 23일)는 미국의 배우이자 코미디언이다. 재채기 루틴으로 유명하다. 1929년부터 200개가 넘는 장편 영화, 단편 주제, 텔레비전 쇼에 등장했다.

## 참여 작품
- 더 뮤직 박스
- 사막의 아들
- 오페라의 밤
- 굿바이 마이 라이프
- 오케스트라의 소녀
- 백설 공주와 일곱 난쟁이 (영화)
- 더 스타 메이커
- 사진 (1939년 영화)
- 그의 연인 프라이데이
- 위대한 독재자
- 닻을 올리고
- 미키와 콩나무